# Nestorianism

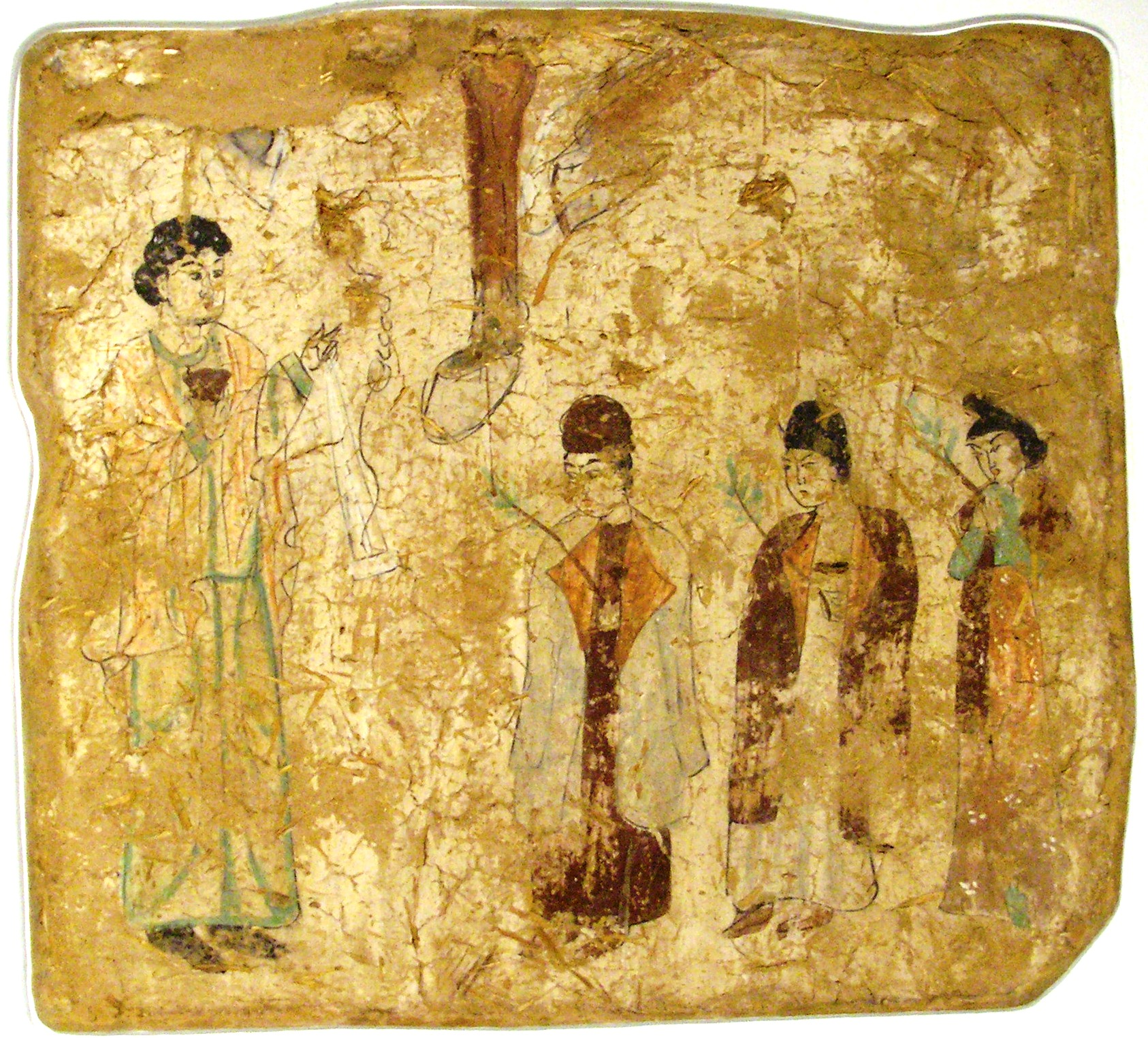
Predica unui preot nestorian, pictură antică chinezească.

Nestorianismul este o doctrină hristologică care a apărut în Biserică în secolul al V-lea. Fondatorul său este Nestorie, patriarh al Constantinopolului. Nestorianismul a fost o încercare de a explica rațional și de a înțelege încarnarea Logosului divin, omul Iisus Hristos. Nestorianismul susține că cele două esențe divină și umană sunt separate și sunt două persoane: omul Iisus Hristos și Logosul divin, care locuiește în om. De aceea, nestorienii resping formulările dogmatice de la Conciliile din Efes și Chalcedon "Dumnezeu a suferit" sau "Dumnezeu a fost răstignit", pentru că omul Iisus Hristos a suferit, el nefiind identic cu Tatăl său. Prin urmare, ei resping și termenul Theotokos (Născătoare de Dumnezeu) dat fecioarei Maria, utilizând, în schimb, termenul Christotokos (Născătoare de Hristos) sau Anthropotokos (Născătoare de om), fapt criticat de Chiril al Alexandriei. A fost considerat erezie la conciliile ecumenice de la Efes (431 e.n.) și Calcedon (451 e.n.).

## Originile nestorianismului
Ideile nestoriene au apărut pentru prima dată în scrierile lui Diodor din Tars împotriva ereziei lui Apolinarie. Pentru a respinge apolinarismul, Diodor a scris că, la începutul Întrupării și după Întrupare, naturile divină si umană ale lui Iisus Hristos au fost separate în așa fel încât au rămas complet independente, fără să se unească în vreun fel. 
Aceste idei au fost dezvoltate mai târziu de Teodor de Mopsuestia (3??-429), un teolog al școlii antiohiene. Teodor a învățat că naturile umană și divină ale lui Hristos au fost complet separate, că ar fi existat doar o formă de contact între ele, dar nici o uniune de vreun fel. Dezvoltând aceste idei, Teodor a scris că Omul Iisus a fost născut de Fecioara Maria în mod natural și cu toate greșelile umane, iar Dumnezeu Logosul (Cuvântul), cunoscând triumful Omului asupra păcatului, a ales să răscumpere umanitatea prin Omul Iisus unindu-se cu El prin Har încă de la concepția Sa. Datorită triumfului său asupra păcatului, Omul Iisus a fost demn să fie numit Fiul lui Dumnezeu în timpul Teofaniei. Apoi, după biruința sa completă asupra păcatului din timpul răstignirii, a fost unit mai mult cu Logosul Divin, devenind instrumentul prin care Dumnezeu a salvat omenirea. 
Avînd la bază aceste idei, Teodor a fost primul care s-a opus numirii lui Iisus Hristos ca Dumnezeu. De aceea, s-a opus termenilor de "Dumnezeu a fost răstignit", "Dumnezeu a suferit ", sau "Dumnezeu s-a născut ", pentru că, credea el, numai Omul Iisus s-a născut, iar Dumnezeu a sălășluit în Omul Iisus. Pentru acest motiv, Teodor l-a numit pe Iisus Teofor (Purtător de Dumnezeu). S-a opus, de asemenea, folosirii apelativului de Theotokos (Născătoare de Dumnezeu) dat Fecioarei Maria, pentru că, credea el, aceasta ar fi dat naștere numai Omului Iisus. Conform taberei proto-ortodoxe, convingerile lui Teodor au fost eretice, pentru că, urmând logica afirmațiilor sale până la capăt, s-ar ajunge la negarea mântuirii și salvării; dacă numai Omul Iisus a suferit pe cruce și a murit pentru păcatele oamenilor, cum ar fi posibil ca suferința unui om să mântuiască întreaga omenire?

## Nestorianismul ca învățătură publică
Răspândirea ideilor nestoriene se mărginea, inițial, doar la scrierile lui Diodor, Teodor de Mopsuestia și ale cercului restrâns de adepți ai acestora din Antiohia. Totuși, în anul 428, împăratul Teodosiu al II-lea i-a cerut preotului călugăr antiohian Nestorie, cunoscut pentru zelul său, să vină la Constantinopol. Nestorie, care l-a adus cu el și pe preotul Anastasie, a fost făcut patriarh al Constantinopolului. Într-o serie de omilii (predici) ținute la Constantinopol, Anastasie a negat existența unei Persoane Teandrice (Dumnezeu-Om) în Iisus Hristos, afirmând separarea netă a persoanelor divină (Dumnezeu-Cuvântul) și umană (Iisus Hristos) și a atacat utilizarea termenului Theotokos pentru Maica Domnului, utilizând în schimb apelativul de Anthropotokos (Născătoare de om). Poziția lui a dat naștere la controverse, întrucât credincioșii constantinopolitani erau obișnuiți să o cinstească pe Maica Domnului cu numele de Născătoare de Dumnezeu (Theotokos). Nestorie a luat apărarea lui Anastasie în predicile sale, prin care a răspândit într-o formă extremă învățăturile lui Teodor din Mopsuestia, printre care utilizarea apelativului de Christotokos în loc de Theootokos pentru Maica Domnului. 
Teologii din Constantinopol s-au ridicat împotriva scrierilor lui Nestorie și l-au acuzat că propovăduia erezia lui Paul de Samosata. În anul 429, Nestorie a întrunit la Constantinopol un sinod în cadrul căruia i-a condamnat pe cei care nu erau de acord cu el.

## Conciliul de la Efes
Doctrina nestorianismului, susținută de Nestorie, l-a adus într-un conflict cu Chiril, patriarhul Alexandriei. În anul 431, Nestorie i-a cerut împăratului să convoace un nou sinod, în care, spera el că  nestorianismul își va dovedi ortodoxia. Conciliul a fost ținut la Efes, în Asia Mică, iar decizia conciliului a fost anatemizarea nestorianismului, considerat erezie. Nestorie s-a retras într-o mănăstire, unde și-a petrecut ultimii ani ai vieți, iar bisericile ce îi susțineau doctrina s-au separat de Biserica Imperială, formând Biserica Nestoriană sau Biserica Răsăritului.

## Răspândirea nestorianismului
Creștinismul pătrunse în Persia încă din primele secole ale erei noastre formând numeroase comunități. Cu toate acestea, după adoptarea creștinismului ca religie de stat a Imperiului Roman prin Edictul de la Tesalonic din anul 380, creștinii au fost persecutați de perșii zoroastrieni, ce îl considerau o mișcare romană ce ar putea provoca revolte. În anul 410, șahul Yazdegerd I le-a acordat creștinilor libertate de cult, oprind astfel persecuțiile. Cu toate acestea, alți șahi au continuat să-i persecute pe creștini, până în anul 424, când Biserica Persană s-a separat oficial de Biserica Imperială pentru a îndepărta toate acuzațiile aduse. După Conciliul de la Efes, nestorienii au fost persecutați pentru erezia lor. Aceștia au fugit din Imperiul Roman în Persia integrându-se în comunitățile creștine persane. Curând, Biserica Persană a adoptat nestorianismul drept doctrină teologică, multe personalități ale sale cum ar fi Barsaûma, arhiepiscopul de Nisibis sau însuși Mar Babai I,patriarhul de la Ctesiphon, i-au apărat învățăturile lui Nestorie și ale premergătorului său Teodor de Mopsuestia. 
Acum ferm stabilită în Persia și bine organizată cu centre la Nisibis, Ctesiphon și Gundeshapur, și având numeroase episcopii și mitropolii, Biserica Nestoriană trimite misionari dincolo de granițele persane. Aceștia au stabilit numeroase comunități în nordul Indiei, Peninsula Arabică și în Asia Centrală. De asemenea, au avut un succes în stabilirea unor astfel de comunități în Egipt, în ciuda miafiziților de acolo. 
În anul 635, misionarii nestorieni conduși de preotul persan Alopen pătrund în China. Aceștia ajung la Chang'an, capitala dinastiei Tang, unde îi prezintă noile idei împăratului Taizong. Împăratul le-a îngăduit să construiască biserici pe teritoriul chinez. Astfel, a fost fondată Biserica Chineză, o altă biserică nestoriană, dar care va supraviețui doar 200 de ani. În anul 845, împăratul Wuzong a dat un decret prin care a interzis toate religiile străine, printre care și nestorianismul. Cu toate acestea, nestorianismul a fost introdus din nou în China prin secolul al XIII-lea, și chiar și în Coreea, prin intermediul cuceririlor mongole. Tot în această perioadă, misionarii creștini nestorieni din India ajung pentru prima dată în Indonezia.
Odată cu cucerirea arabă a Persiei din anul 644 și adoptarea religiei islamice în rândul locuitorilor ei, Biserica Persană a intrat în declin și nu s-a mai bucurat de un sprijin la fel de puternic ca înainte. Inițial, cu sediul stabilit la Ctesiphon, Patriarhia Nestoriană s-a mutat la Bagdad în secolul al VIII-lea. Din 1960, Patriarhia se află în exil în Chicago din cauza unor probleme religioase. În prezent, Biserica Răsăritului întrunește comunități importante, dar minoritare, doar în Siria, Irak și Iran.